# Bahrenborstel
Bahrenborstel là một đô thị thuộc huyện Diepholz, trong bang Niedersachsen, Đức. Đô thị này có diện tích 31,27 km².

## Địa lý

### Vị trí
Bahrenborstel nằm giáp ranh khu bảo tồn Dümmer và khu bảo tồn Steinhuder Meer, khoảng ở giữa chặng đường từ Bremen đến Minden.

### Phân cấp hành chính
Xã Bahrenborstel được chia thành năm thôn:
- Bahrenborstel
- Göthen
- Hakenmoor
- Hespeloh
- Holzhausen